# UK Singles Downloads Chart
UK Singles Downloads Chart é uma tabela musical compilada pela Official Charts Company. A semana decorre de Domingo a Sábado, sendo publicada na tarde de Quarta-feira, de modo a não colidir com a actualização do principal UK Singles Chart. Por pouco tempo o top 10 era revelado na BBC Radio 1 todos os Domingos durante a tarde, juntamente com os principais de singles e álbuns.
A tabela contém as quarenta canções legalmente mais descarregadas da semana. Em períodos de 2006, foi publicado um top 200.

## História
Com a obrigatoriedade do download digital legal desde do início do novo milénio, a UK Official Charts Company decidiu organizar uma tabela musical oficial para tal feito. Foi iniciado a 26 de julho de 2004.
O primeiro topo foi atingido pela música "Bam Thwok" dos The Pixies. O single que mais ficou na tabela foi "Crazy" de Gnarls Barkley atingindo o topo por onze semanas. Na semana de 1 de dezembro de 2008, Leona Lewis com a sua versão da música "Run" tornou-se a segunda canção a vender mais rápido de todos os tempos. "Poker Face" de Lady Gaga, é até à data, a música mais descarregada.

## Critérios de inclusão
- A faixa deve ter o máximo de dez minutos de duração.
- PDDs (Permanent Digital Downloads, em português: Descarregamentos Digitais Permanentes) devem ser vendidos por um preço mínimo de 40p por faixa.